# Anansi's web
Anansi's web is een boek geschreven door Lydia Rood.
Het beschrijft de lotgevallen van de jonge slaaf Kofi en iedereen die later van hem afstamt.
Het boek wordt onderbroken met stukjes over kinderen die verhalen over de spin Anansi naspelen.
De verhalen van Anansi lopen als een web dat alles met elkaar verbindt door dit boek.